# Amblyteles sonani
Amblyteles sonani är en stekelart som beskrevs av Tohru Uchida 1932. Amblyteles sonani ingår i släktet Amblyteles och familjen brokparasitsteklar. Inga underarter finns listade i Catalogue of Life.